# Агапов Ілля Миколайович
Ілля Миколайович Агапов (рос. Илья Николаевич Агапов, нар. 21 січня 2001, Казань, Росія) — російський футболіст, захисник клубу «Парі Нижній Новгород» та молодіжної збірної Росії.

## Ігрова кар'єра

### Клубна
Ілля Агапов є вихованцем казанського футболу. У 2008 році він потрапив до академії казанського  «Рубіна». У 2018 році футболіста було переведено до першої команди. Але зіграти в основі у Агапова не було шансів і більшість часу він провів, граючи в оренді. Агапов грав у командах Першої ліги «Нафтохімік» та «Спартак-2».
Після закінчення контракту з «Рубіном» Ілля Агапов перейшов до клубу РПЛ «Парі Нижній Новгород». 7 серпня він зіграв першу гру у новій команді.

### Збірна
Ілля Агапов виступав за юнацькі та молодіжну збірні Росії. У листопаді 2022 року потрапив у розширений список національної збірної Росії на матчі проти команд Узбекистану та Таджикистану але на полі він не з'явився.

## Титули і досягнення
- Володар Кубка Росії (1):

ЦСКА: 2022-23